# Kütahya (district)
Kütahya is een Turks district in de provincie Kütahya en telt 237.570 inwoners (2007). Het district heeft een oppervlakte van 2.484,16 km².
De bevolkingsontwikkeling van het district is weergegeven in onderstaande tabel.
| 1997    | 2000    | 2007    |
| ------- | ------- | ------- |
| 198.787 | 207.905 | 237.570 |